# Étienne Hulot
Étienne Hulot, Baron de Mazerny (* 15. Februar 1774 in Mazerny, Département Ardennes; † 13. September 1850 in Nancy, Département Meurthe-et-Moselle) war ein französischer General der Infanterie.

## Leben und Wirken
Mit neunzehn Jahren meldete sich Hulot 1793 freiwillig zur Armee. In der Schlacht bei Altenkirchen (4. Juli 1796) kämpfte er unter Befehl von Maréchal général Nicolas Jean-de-Dieu Soult. In der Schlacht bei Montenotte (12. April 1796) wurde er Ordonnanzoffizier bei Soult und geriet in österreichische Kriegsgefangenschaft.
Nach der Schlacht von Marengo (14. Juni 1800) kam Hulot frei und wurde als Aide-de-camp von Soult in dessen Stab aufgenommen. Er nahm an den Kämpfen bei Ulm (16./19. Oktober 1805) und Austerlitz (2. Dezember 1805) teil und wurde dabei auch mehrfach verwundet.
Bei Preußisch Eylau (7./8. Februar 1807) führte Hulot bereits ein eigenes Kommando, wurde aber wiederum verwundet. Nach seiner Gesundung war Hulot kurzzeitig auf verschiedenen Posten der Grande Armée eingesetzt und 1808 zum Colonel befördert.
Die Invasion in Spanien lief bereits einige Jahre, als Napoleon Bonaparte Anfang 1811 Hulot nach Spanien befahl. Hulot kämpfte am Gévora (19. Februar 1811), bei La Albuera (16. Mai 1811) und vor Fuentes de Oñoro (3./5. Mai 1811).
Am 9. August 1812 wurde Hulot zum général de brigade befördert und kämpfte als solcher u. a. vor Hanau (30./31. Oktober 1813) und Paris (30. März 1814). Nach Napoleons Abdikation und dem Vertrag von Fontainebleau (11. April 1814) schloss sich Hulot den Bourbonen an. Er blieb ein Parteigänger König Ludwig XVIII. bis Napoleons Herrschaft der Hundert Tage begann. Hulot schloss sich wieder seinem Kaiser an und kämpfte unter dem Befehl Marschall Étienne-Maurice Gérards in der Schlacht bei Ligny (16. Juni 1815).
Nach der Schlacht bei Waterloo (18. Juni 1815) wurde Hulot in den einstweiligen Ruhestand geschickt. Erst nach Fürsprache von Marschall Laurent de Gouvion Saint-Cyr bestätigte der König 1819 Hulot in seinem Rang und ernannte ihn zum inspecteur d’infanterie und zwei Jahre später zum inspecteur général.

## Ehrungen
- Dezember 1805 Offizier der Ehrenlegion
- Dezember 1813 Kommandeur der Ehrenlegion
- Dezember 1813 Baron de l’Émpire
- 1814  Ordre royal et militaire de Saint-Louis
- Mai 1825 Großoffizier der Ehrenlegion
- Sein Name findet sich am nördlichen Pfeiler (2. Spalte) des Triumphbogens am Place Charles de Gaulle (Paris)